# بخش شرا
بخش شرا یا یکی از بخش‌های تابعه شهرستان همدان در استان همدان در غرب ایران است. از شهر و روستاهای مهم این بخش می‌توان به شهر قهاوند و روستای کوزره، عبدالرحیم، برکت آباد، دشته، گنبدچای و … اشاره کرد.بخش شرا مکان زندگی تورکان قشقایی که از شیراز به همدان محاجرت کردن هست

## تقسیمات کشوری
- - دهستان جیحون‌دشت
  - دهستان چاه دشت
  - دهستان شوردشت

نقاط شهری: قهاوند

## جمعیت
بنابر سرشماری مرکز آمار ایران، جمعیت بخش شرا شهرستان همدان در سال ۱۳۹۰ برابر با ۲۸۸۹۷ نفر بوده است.